# Eddy Clearwater
Edward Harrington (10 de enero de 1935  – 1 de junio de 2018), más conocido por su nombre artístico Eddy Clearwater, fue un músico de blues estadounidense especializado en blues de Chicago. Blues Revue dijo que toca "alegres rave-ups... testifica con un impresionante fervor soul y una guitarra poderosa. Uno de los mejores compositores de blues". 

## Primeros años de vida
Edward Harrington nació en Macon, Mississippi,  el 10 de enero de 1935. Fue criado por su abuela Cherokee en Mississippi. Su familia se mudó a Birmingham, Alabama, en 1948. Era primo de la armonicista de blues Carey Bell. 
Comenzó a tocar la guitarra a los 13 años, aprendiendo solo con la guitarra al revés por ser zurdo. Comenzó a actuar con grupos de góspel, incluidos los Five Blind Boys of Alabama.
Se mudó a Chicago en 1950, cuando tocaba predominantemente góspel, y más tarde desarrolló su arte del blues después de trabajar con Magic Sam, Otis Rush y otros.

## Carrera
Clearwater es mejor conocido por su actividad en la escena del blues de Chicago desde la década de 1950. Actuó en Estados Unidos (especialmente en el área de Chicago, donde residió) e internacionalmente, por haber tocado en festivales de blues en Francia, Alemania, Dinamarca, Suecia, Polonia, Turquía y Países Bajos . Su sonido ha sido descrito como "blues contundente de Windy City, baladas con tintes soul, blues country acústico y elevación del góspel... fuegos artificiales de diapasón afables". 
Cuando dejó el sur para ir a Chicago en 1950, trabajó como lavaplatos mientras vivía con un tío suyo, a través de quien conoció a muchos de los maestros del blues de Chicago, incluido Otis Rush (que también era zurdo y tocaba la guitarra al revés) y Magic Sam. Inspirado por la música de Chuck Berry, comenzó a interpretar algunas de las canciones de Berry y a escribir en un estilo influenciado por él. Clearwater interpretaba regularmente canciones de Rush, Magic Sam y Berry, así como composiciones originales.  En 1953, entonces conocido como Guitar Eddy, comenzó a trabajar regularmente en bares del lado sur y oeste de Chicago. Su primer sencillo, "Hill Billy Blues" al estilo de Berry, fue grabado en 1958 para el sello Atomic H de su tío, bajo el sobrenombre de Clear Waters, nombre que le dio su agente de reservas, el baterista Armand "Jump" Jackson, como juego con el nombre del famoso Muddy Waters.
Grabó algunos sencillos más, que tuvieron cierta difusión en la radio local. Con el tiempo, el nombre Clear Waters evolucionó a Eddy Clearwater.  Trabajó de manera constante durante las décadas de 1960 y 1970 y estuvo entre los primeros músicos de blues en encontrar el éxito entre el público universitario del North Side de Chicago. Actuaba habitualmente los sábados en el escenario norte del club de blues Kingston Mines, mientras que el bluesman Linsey Alexander tocaba en el escenario sur.  Realizó dos giras por Europa durante la década de 1970 y apareció en BBC Television. Clearwater adquirió el apodo de "The Chief" y a menudo actuaba con un tocado de nativo americano. 
El lanzamiento de su álbum de 1980, The Chief, en el sello Rooster Blues, lo dio a conocer en la escena del blues de Chicago. Dos bises de Rooster Blues, Help Yourself (1992) y Mean Case of the Blues (1996), cimentaron la reputación de Clearwater. Su álbum Cool Blues Walk fue lanzado en 1998, seguido de Chicago Daily Blues en 1989 y Reservation Blues a mediados de 2000.  En 2004, fue nominado a un premio Grammy con Los Straitjackets por su álbum colaborativo Rock 'n' Roll City.
Su álbum West Side Strut, lanzado por Alligator Records en 2008, fue descrito por la revista Vintage Guitar como "gran blues": "El tono de Eddy muestra un dominio magistral de la guitarra. Es difícil creer que pueda alcanzar tales alturas en un estudio de grabación. Una escucha y te preguntarás por qué el nombre de Clearwater no se pronuncia respetuosamente al mismo tiempo que el de Freddie King y Otis Rush". 

## Vida personal

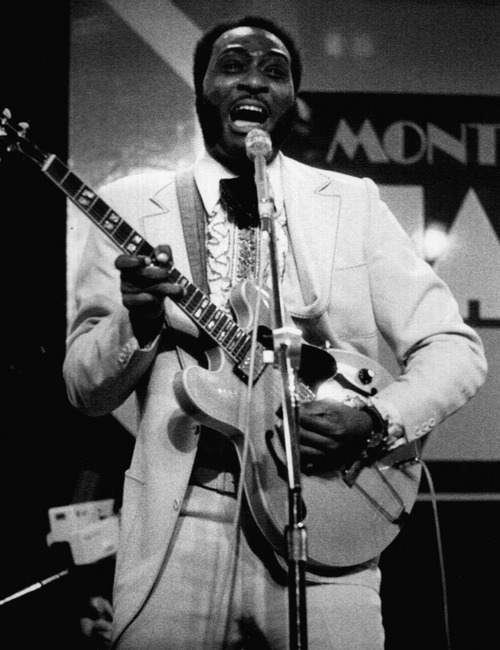
Clearwater en 1978

Se casó por primera vez con Earlean Harrington de Chicago y fue padrastro de su hijo Daryl Thompson. Más tarde se casó con su manager, Renee Greenman.  Eran propietarios de Reservation Blues, un bar y restaurante de blues de Wicker Park (Chicago), a principios de la década de 2000 (y que ya no está en funcionamiento). Presentaba a Clearwater con regularidad, así como a talentos de blues locales y nacionales. Tuvo dos hijos, Jason y Edgar.
El 8 de enero de 1997, se sometió con éxito a una triple cirugía de bypass cardíaco. 
Durante las últimas décadas de su vida Clearwater vivió en  Skokie, Illinois, un suburbio al norte de Chicago. El alcalde de Skokie ha declarado el 6 de enero como el Día de Eddy "The Chief" Clearwater. 
Murió en su casa de Skokie el 1 de junio de 2018 de insuficiencia cardíaca a la edad de 83 años

## Discografía
- Black Night (1979)
- The Chief (1980)
- Two Times Nine (1981)
- Flimdoozie (1986)
- Blues Hang Out (1989)
- Real Good Time: Live!, en vivo (1990)
- Help Yourself (1992)
- Live at The Kingston Mines, 1978, en vivo (1992)
- Boogie My Blues Away (1995)
- Mean Case of the Blues (1996)
- Cool Blues Walk (1998)
- Chicago Blues Session, vol. 23, en vivo (1998)
- Chicago Daily Blues (1999)
- Reservation Blues (2000)
- Rock 'n' Roll City, con Los Straitjackets (2003)
- West Side Strut (Alligator Records, 2008)
- Soul Funky, with Ronnie Baker Brooks and Billy Branch (Cleartone, 2014)